# Ipomoea densibracteata
Ipomoea densibracteata är en vindeväxtart som beskrevs av O'donell. Ipomoea densibracteata ingår i släktet praktvindor, och familjen vindeväxter. Inga underarter finns listade i Catalogue of Life.